# Nelson Pessoa

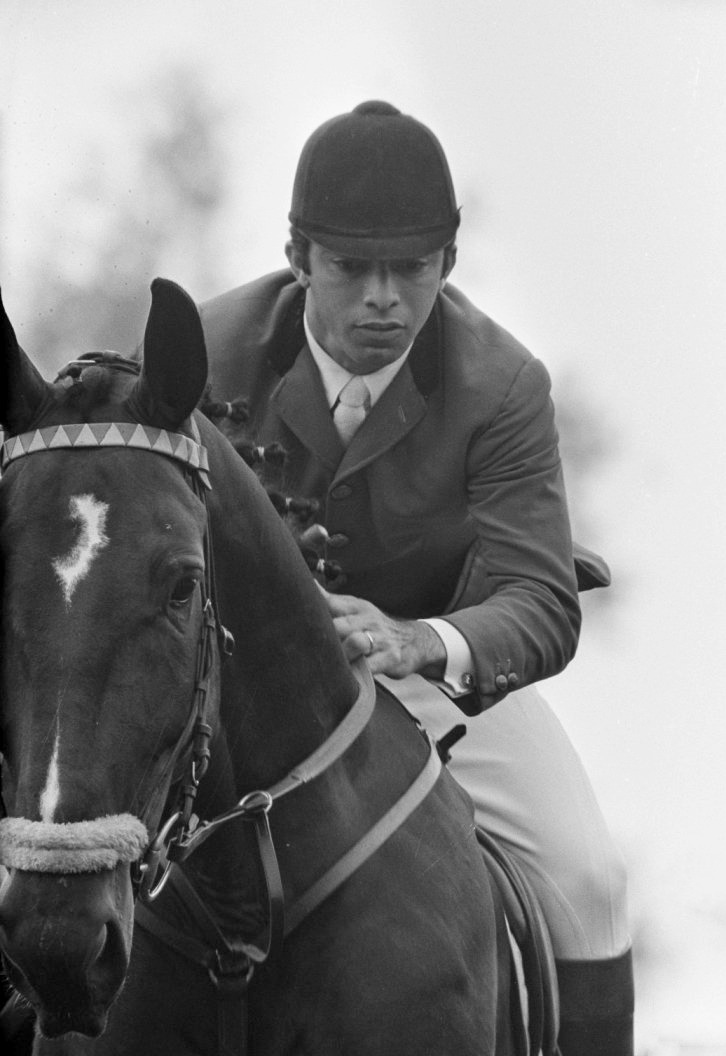
Nelson Pessoa, 1968

Nelson Pessoa Filho, também chamado de Neco (Rio de Janeiro, 16 de dezembro de 1935) é um cavaleiro brasileiro. É pai do também cavaleiro campeão Rodrigo Pessoa.
Desde muito cedo começou a montar e a se destacar nos torneios de que participou. Foi aos Jogos Olímpicos de Melbourne em 1956, quando tinha 21 anos.
Em 1961 mudou-se para a Europa, a fim de se aperfeiçoar. Ficou conhecido como "Feiticeiro" devido ao estilo que usava para conduzir seu animal, o que parecia ser uma obra de encantamento.
Conquistou pela primeira vez a medalha de ouro por equipe e de prata no individual nos Jogos Pan-Americanos de 1967 em Winnipeg. Como atleta, participou dos Jogos Olímpicos de Tóquio, em 1964.
Foi atleta do Clube de Regatas do Flamengo. 

## Títulos
- Duas medalhas de ouro e uma de prata em Jogos Pan-Americanos
- Quinto lugar na Olimpíada de Tóquio
- Sete vezes campeão (recorde de vitórias) do Derby de Hamburgo
- Tri-campeão do Derby de Hickstead
- Campeão europeu
- Vencedor de 150 GPs na Europa
- Vencedor de mais de 100 provas
- Quatro vezes campeão brasileiro